# Île Barro Colorado
L'île Barro Colorado est une île artificielle située dans le lac Gatún, une étendue d'eau faisant partie du canal de Panama.
L'île fut créée lorsque la rivière Chagres fut barrée pour former le lac Gatún ; lorsque les eaux montèrent, elles recouvrirent une partie de la forêt et les sommets des collines devinrent des îles au milieu du lac.
L'île a une superficie de 15,6 km2.

## Réserve naturelle et recherche scientifique

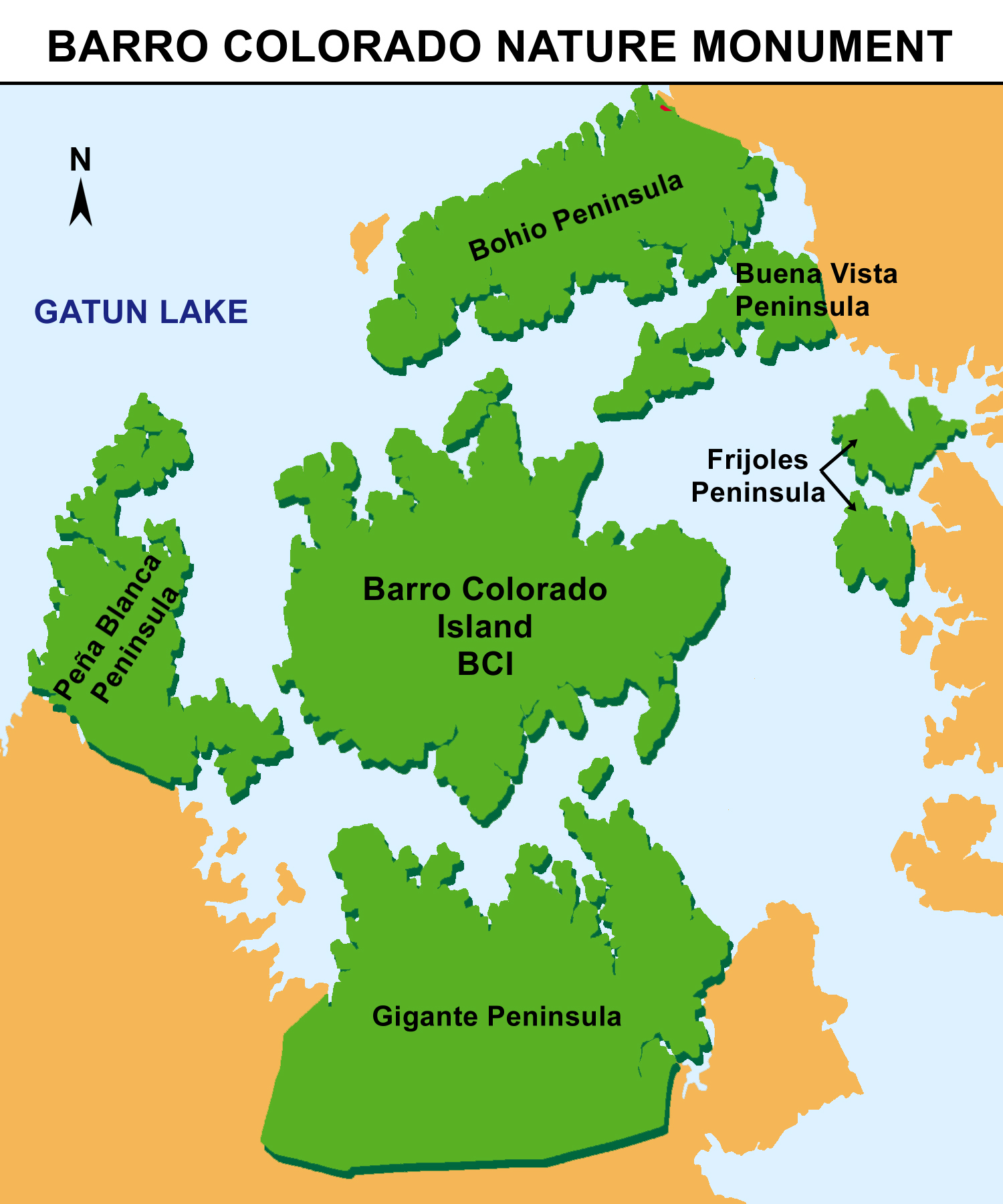
Monumento Natural de Barro Colorado.

Le gouvernement américain, administrant la zone du canal de Panama, fit de l'île une réserve naturelle le 17 avril 1923. 
À l'origine administrée par la Compagnie du Canal de Panama sous la direction de James Zetek, Barro Colorado est depuis 1946 administrée par le Smithsonian, ainsi que cinq péninsules adjacentes, sous le nom de Barro Colorado Nature Monument (BCNM). Le BCNM a une superficie de 54 km2. C'est la zone de forêt tropicale réputée être la plus étudiée au monde. 
Le Smithsonian Tropical Research Institute (STRI) y maintient un centre de recherche permanent, voué à l'étude des écosystèmes forestiers tropicaux. 
L'écosystème de Barro Colorado ayant été assez peu altéré par l'homme, il a été étudié pendant plus de 80 ans dans un large éventail de disciplines biologiques et écologiques. Seule la grande faune a disparu avec l'inondation et le phénomène d'insularisation écologique qu'elle a créé (apparition de l'île et du lac Gatun en 1914). Plusieurs études scientifiques ont porté sur le changement faunique que cela a provoqué sur l'île (64 espèces d'oiseaux ont notamment disparu à la suite de l'insularisation de cet espace).
Des centaines de scientifiques mènent des recherches sur Barro Colorado chaque année.